# لیسیو
لیسیو (به ایتالیایی: Lisio) یک کومونه در ایتالیا است که در استان کونیو واقع شده‌است.

## خصوصیات
لیسیو ۸٫۶ کیلومترمربع مساحت و ۲۳۷ نفر جمعیت دارد.